# Alsvåg
Alsvåg este o localitate din comuna Øksnes, provincia Nordland, Norvegia, cu o suprafață de 0,33 km² și o populație de 331 locuitori (2013).